# Sintaschta-Kultur
Die Sintaschta-Kultur (englisch Sintashta culture, wissenschaftlich Sintašta-Kultur) ist eine archäologische Kultur der Bronzezeit, die nach Radiokarbondaten auf etwa 2250–1650 v. Chr. datiert wird. Sie wird teilweise mit zeitgleichen Gruppen zur Sintaschta-Petrowka-Kultur oder zur Sintaschta-Arkaim-Kultur zusammengefasst. Sintaschta ist der namengebende Fundort. Die Sintaschta-Kultur wurde traditionell als frühe Phase der Andronowo-Kultur angesehen.
Die Sintaschta-Leute betrieben intensiven Kupferbergbau und bedeutende Bronzeherstellung. In Gräbern der Kultur wurden Reste von mindestens 30 der frühesten Streitwagen identifiziert.

## Herkunft

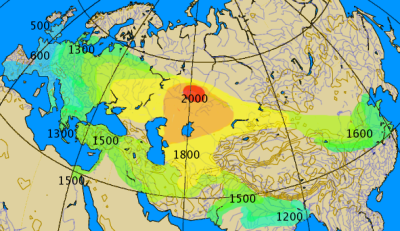
Rote Fläche: Vermutete Ausdehnung des Streitwagens

Die Sintaschta-Kultur entwickelte sich aus der Wechselwirkung zweier vorhergehender Kulturen. Ihr unmittelbarer Vorgänger in der Ural-Tobol-Steppe war die Poltawka-Kultur, ein Ableger der Rinderzucht betreibenden Jamnaja- („Grubengrab“)-Kultur, deren Angehörige zwischen 2800 und 2600 v. Chr. in diese Region einwanderten. Einige Sintaschta-Städte wurden über alten Poltawka-Siedlungen oder in der Nähe von Poltawka-Gräberfeldern erbaut. Motive der Poltawka-Keramik finden sich auf der Sintaschta-Keramik wieder. Die materielle Kultur der Sintaschta zeigt zudem Einflüsse der späten Abaschewo-Kultur.
Die ersten Sintaschta-Siedlungen erscheinen um 2100 v. Chr. Die sumpfigen Tiefebenen um den Ural und am oberen Tobol, die zuvor als Winterrückzugsgebiete genutzt wurden, wurden nun für das Überleben immer wichtiger. Unter diesem Druck begannen die Poltawka- und die Abaschewo-Kultur permanent in befestigten Anlagen in den Flusstälern zu siedeln, wobei sie allerdings die besser zu verteidigenden Hügelkuppen mieden. Kennzeichnend für die Abaschewo-Kultur war eine Kriegsführung zwischen den verschiedenen Stämmen, die durch den Kampf um knappe Ressourcen verstärkt wurde. Dies führte zum Bau zahlreicher Befestigungsanlagen sowie zur Entwicklung des Streitwagens. Die Streitigkeiten zwischen den Stammesgruppen spiegeln sich in der hohen Zahl von Verletzungsopfern in den Sintaschta-Gräbern wider.

## Metallherstellung
Die Wirtschaft der Sintaschta-Kultur beruht vor allem auf der Kupfermetallurgie. Kupfererze aus den nahegelegenen Minen, wie Worowskaja Jama, wurden in die Sintaschta-Siedlungen gebracht und zu Kupfer und Arsenbronze weiterverarbeitet. In ausgegrabenen Gebäuden der Fundplätze in Sintaschta, Arkaim und Ustje fanden sich Überreste von Schmelzöfen und Schlacke. Ein Großteil des Metalls war für den Export in die Städte der Oasenkultur Zentralasiens bestimmt. Dieser Metallhandel verknüpfte die Steppenregion erstmals mit den antiken städtischen Zivilisationen des Nahen Ostens: die Reiche und Stadtstaaten Irans und Mesopotamiens waren bedeutende Märkte für Metall. Über diese Handelsrouten gelangten zunächst wohl Pferde und Streitwagen, letztendlich vermutlich indoiranischsprachige Menschen von der Steppe in den Nahen Osten.

## Pferde und Streitwagen
In Asien verbreiteten sich indoiranische Sprachen, Streitwagen und Pferde gemeinsam im Gefolge der Sintaschta-Kultur zu Beginn des zweiten vorchristlichen Jahrtausends.

## Ethnische und linguistische Identität
Auf Grund von Ähnlichkeiten der Grabkultur mit denen im Rigveda nimmt David Anthony (2007) an, dass die Menschen der Sintaschta-Kultur Ur-Indoiranisch sprachen.
Aufgrund ihrer Herkunft von aus dem Uralgebiet ausgewanderten Stämmen wäre es aber wohl zu kurz gefasst, die Träger der Sintaschta-Kultur als ausschließlich indoiranische Ethnie zu beschreiben, und allem Anschein nach waren auch andere indogermanischsprachige Gruppen an ihrer Ausformung beteiligt. Frühe indoiranische Lehnwörter im Uralischen legen nahe, dass finno-ugrische Stämme seit etwa 3000 v. Chr. benachbart waren.

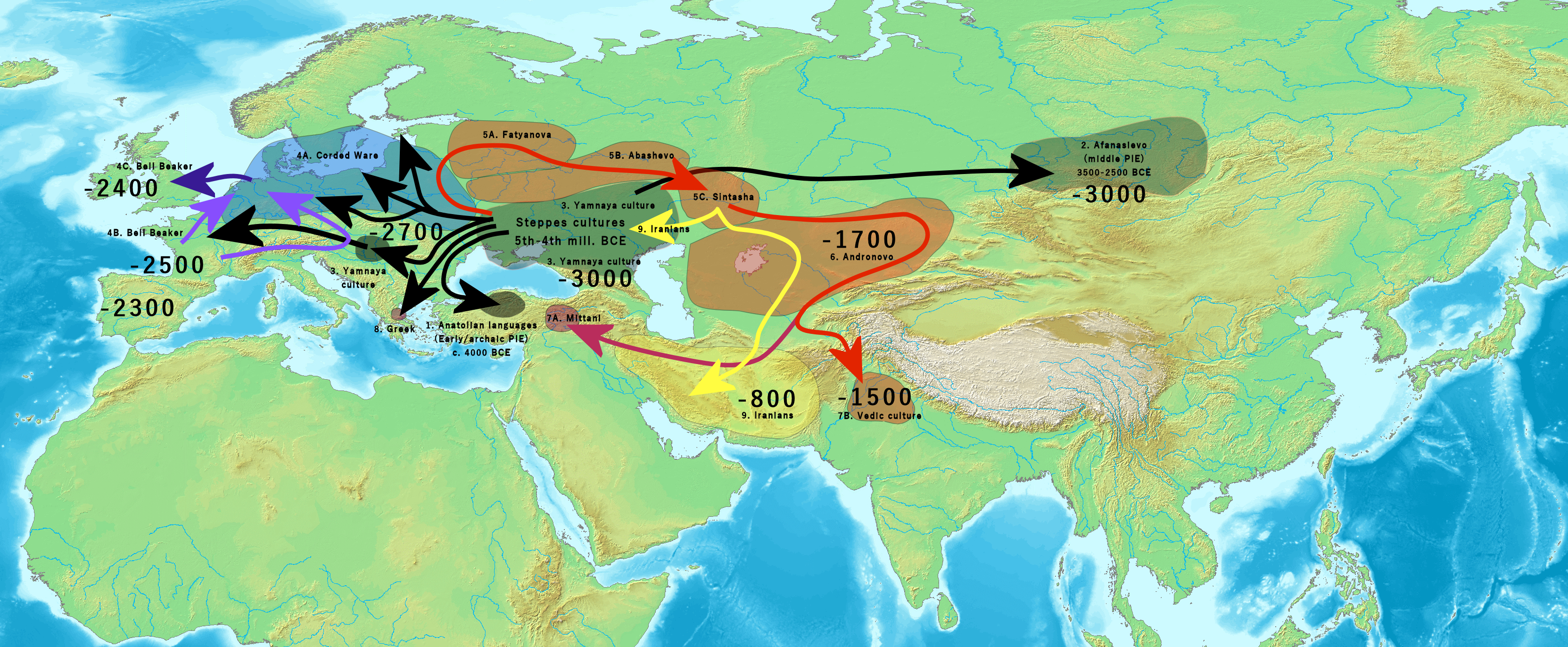
Expansion indogermanischer Stämme; indoiranische Stämme werden durch einen roten beziehungsweise geben Pfeil gekennzeichnet.

Genetische Studien unterstützen die Annahme einer indoiranischen Identität. So zeigen sämtliche historische aber auch moderne indoiranische sowie iranische Völker eine, zumindest partielle, genetische Kontinuität mit Proben der Sintaschta-Kultur auf. Die Sintaschta-Kultur selbst steht im Kontext der frühen Expansion der Indogermanen und gilt als Wiege für die frühen indoiranischen Völker.